# Transdev Taunus
Die Transdev Taunus GmbH ist eine Nahverkehrstochter der Transdev GmbH mit Firmensitz in Frankfurt am Main. Sie bediente seit Dezember 2016 mit 1,2 Mio. Fahrplankilometern jährlich auf 9 Linien (exklusiv zwei AST-Linien) das Linienbündel "MTK-West" der Main Taunus Verkehrsgesellschaft. Der Vertrag lief ursprünglich bis Ende 2024 und besaß eine zweijährige Verlängerungsoption, die jedoch nicht eingelöst wurde. Darüber hinaus wurde der Vertrag vorzeitig zum Ende des Jahres 2023 beendet. Die Zukunft der Transdev Taunus GmbH ist damit ungewiss.

## Einsatzorte
Im Linienbündel Main-Taunus-Kreis West wurden neun Linien von der Transdev Taunus GmbH bedient:
| Linien | Linienwege                                                           |
| ------ | -------------------------------------------------------------------- |
| 263    | Hofheim Bahnhof > Kelkheim > Königstein > Eppstein                   |
| 803    | Königstein Stadtmitte > Bad Soden > Sulzbach                         |
| 804    | Kelkh.-Eppenhain/-Fischbach > Kelkheim > Sulzbach MTZ > Ffm-Höchst   |
| 805    | Königstein Stadtmitte > Glashütten-Schloßb. > Eppstein               |
| 806    | Bad Soden Paulinenschlößchen > Kelkheim > Münster Eichendorff-Schule |
| 811    | Königstein > Bad Soden > Sulzbach >Schwalbach                        |
| 814    | Liederbach-Niederhofheim Höchster Straße > Sulzbach                  |
| 815    | Eppstein > Kelkheim-Fischbach/-Ruppertshain/-Eppenhain > Königstein  |
| 816    | Hofheim-Langenhain/-Wildsachsen > Eppstein-Vockenh. Schulzentrum     |

Der Linienbetrieb erfolgte ursprünglich von zwei Betriebsstellen in Eppstein-Bremthal und in Schwalbach aus, später auch ab Sulzbach:
- Eppstein Bremthal: Valterweg 26, 65817 Bremthal-Eppstein
- Schwalbach: Am Flachsacker 34, 65824 Schwalbach am Taunus
- Sulzbach, ehemaliges Autokino am Main-Taunus-Zentrum

Mit der Kündigung des Vertrags auf dem Linienbündel West, stellte die Transdev Taunus den Betrieb auf den Linien ein. Das Linienbündel wurde von der Hessischen Landesbahn übernommen.

## Sonstiges
Die Omnibusse der Transdev Taunus GmbH besitzen dasselbe Kennzeichenformat (F-TD-XXXX) wie die Transdev Rhein-Main GmbH. Der Firmensitz ist für beide Gesellschaften die Flinschstraße 22, 60388 Frankfurt-Riederwald.
Die Geschäftsführung der Transdev Taunus leitet unter anderem auch die AWV Ahrweiler Verkehrs GmbH, Nassauische Verkehrs-GmbH, Nutzfahrzeugzentrum Mittelrhein GmbH und die Verkehrsbetriebe Rhein Eifel Mosel GmbH, die alle Tochterunternehmen der Transdev GmbH sind.